# Diocesi di Arindela
La diocesi di Arindela (in latino Dioecesis Arindelensis) è una sede soppressa del patriarcato di Gerusalemme e una sede titolare della Chiesa cattolica.

## Storia
Arindela, identificata con il sito di Khirbet-Gerandel (Gharandal) nel governatorato di al-Tafila in Giordania, è un'antica sede vescovile della provincia romana della Palestina Terza nella diocesi civile d'Oriente. Faceva parte del Patriarcato di Gerusalemme ed era suffraganea dell'arcidiocesi di Petra.
Sono due i vescovi attribuiti a questa diocesi: Teodoro, che prese parte al concilio di Efeso nel 431; e Macario, che firmò gli atti del sinodo convocato dal patriarca Pietro di Gerusalemme contro Antimo di Costantinopoli e che vide riuniti assieme i vescovi delle Tre Palestine. Gli scavi archeologici del sito di Gharandal hanno portato alla luce i resti di una chiesa di epoca bizantina.
Dal XVIII secolo Arindela è annoverata tra le sedi vescovili titolari della Chiesa cattolica; dal 25 gennaio 2022 il vescovo titolare è John Samuel Bonnici, vescovo ausiliare di New York.

## Cronotassi

### Vescovi greci
- Teodoro † (menzionato nel 431)
- Macario † (menzionato nel 536)

### Vescovi titolari
- Benigno Avenati, B. † (22 agosto 1764 - 27 settembre 1765 deceduto)
- Ranald MacDonald † (27 agosto 1819 - 20 settembre 1832 deceduto)
- Juan Félix de Jesús Zepeda, O.F.M. † (15 aprile 1859 - 22 luglio 1861 nominato vescovo di Comayagua)
- Isidore Clut, O.M.I. † (3 agosto 1864 - 9 luglio 1903 deceduto)
- William Anthony Johnson † (23 aprile 1906 - 27 marzo 1909 deceduto)
- Joseph Henry Conroy † (11 marzo 1912 - 21 novembre 1921 nominato vescovo di Ogdensburg)
- Rafael Canale Oberti † (25 novembre 1921 - 15 novembre 1956 deceduto)
- Almir Marques Ferreira † (9 aprile 1957 - 19 agosto 1961 nominato vescovo di Uberlândia)
- Antônio Ribeiro de Oliveira † (25 agosto 1961 - 19 dicembre 1975 nominato vescovo di Ipameri)
- Michael Joseph Murphy † (20 aprile 1976 - 20 novembre 1978 nominato vescovo coadiutore di Erie)
- José Rafael Barquero Arce † (28 marzo 1979 - 22 dicembre 1980 nominato vescovo di Alajuela)
- Hildebrando Mendes Costa (15 marzo 1981 - 25 marzo 1986 nominato vescovo di Estância)
- Andrzej Józef Śliwiński † (9 maggio 1986 - 25 marzo 1992 nominato vescovo di Elbląg)
- Roberto Antonio Dávila Uzcátegui † (27 maggio 1992[2] - 25 ottobre 2021 deceduto)
- John Samuel Bonnici, dal 25 gennaio 2022